# Yvonne Catterfeld
Yvonne Catterfeld (Erfurt, 2 dicembre 1979) è una cantautrice e attrice tedesca.

## Biografia
A 15 anni iniziò a suonare il piano e il flauto, contemporaneamente alle prime lezioni di danza e canto. Dopo il diploma, studiò pop e jazz all'accademia musicale di Lipsia per due anni. 
Nel 1998 effettuò la sua prima registrazione con il suo soprannome KIV, ma le 7 canzoni trovarono soltanto piccole risposte in ambienti non professionali.
Dopo gli studi Yvonne partecipò al concorso di canto Stimme 2000 (figurando con il nome di Vivianne), dove ha incontrò il manager e il capo della BMG Thomas Stein, che le offre un contratto con la sotto-etichetta discografica Hansa Music. 
Nel 2001 ha pubblicato il suo primo singolo, "Bum", una cover dell'omonimo brano All Saints, ma il brano non entrò neppure nelle classifiche. I tre singoli successivi "Komm zurück zu mir", "Niemand sonst" e "Gefühle" hanno aiutato ad aumentare la notorietà della cantante.
Nel 2002 ha preso parte alla famosa soap opera tedesca Gute Zeiten, schlechte Zeiten, dove impersona Julia Blum fino al 2005. 
Spinta dalla sua presenza in TV Yvonne finalmente ha trovato un grande successo con il suo quarto singolo "Für dich", che raggiunge persino il primo posto nelle classifiche dei singoli di Germania, Austria e Svizzera. Il suo primo album Meine Welt ha trovato un successo simile ed è stato certificato come Disco di Platino. Un anno dopo riesce a ripetere il successo con "Du dast mein Herz debrochen" e il suo secondo album Farben meiner Welt.
Nel 2005 la Catterfeld è diventata la più importante attrice della storia della soap opera Sophie - Braut wider willen. Ciononostante, lo show rispose alle aspettative delle reti televisive con il risultato di esser stato interrotto a marzo dopo solo 65 episodi.
Nello stesso tempo Yvonne ha pubblicato il suo primo singolo in inglese, Where Does the Love Go, in collaborazione con il cantante Eric Benét.
Nell'ottobre 2006, Yvonne Catterfeld ha pubblicato il suo quarto album Aura con la partecipazione di Mousse T., Walter Afanasieff e Max Herre. 
Nel 2007 ha partecipato al film televisivo Wenn Liebe doch so einfach wär ed è apparsa con un cameo in 300 ore per innamorarsi.
Nel 2009 è stata nel cast del thriller Schatten der Gerechtigkeit e ha interpretato se stessa in Zweiohrküken. 
Nel marzo 2010 ha pubblicato il suo quinto album Blau im Blau, che ha avuto un successo moderato. Fa seguito, nel 2011, una raccolta dal titolo The Best of Yvonne Catterfeld – Von Anfang bis jetzt. Nel novembre 2013 ha pubblicato l'album Lieber so.
Nel 2014 è apparsa nel film franco-tedesco La bella e la bestia accanto a Léa Seydoux e Vincent Cassel. Intorno alla metà del 2015 ha preso parte al programma televisivo Sing meinen Song – Das Tauschkonzert. Nel novembre dello stesso anno ha preso parte a The von Trapp Family: A Life of Music, una produzione internazionale nonché remake del film La famiglia Trapp.
Nel marzo 2017 ha pubblicato il suo settimo album in studio Guten Morgen Freiheit.

## Discografia

### Album in studio
- 2003 - Meine Welt
- 2004 - Farben meiner Welt
- 2005 - Unterwegs
- 2006 - Aura
- 2010 - Blau im Blau
- 2013 - Lieber so
- 2017 - Guten Morgen Freiheit
- 2021 - Change

### Raccolte
- 2011 - The Best of Yvonne Catterfeld – Von Anfang bis jetzt
- 2014 - Best of

### Album video
- 2004 - Farben meiner Welt
- 2005 - Unterwegs – Live

### Singoli
| Anno | Titolo                          | Posizione massima | Certificazioni                                     | Album di provenienza           |
| Anno | Titolo                          | GER               | Certificazioni                                     | Album di provenienza           |
| ---- | ------------------------------- | ----------------- | -------------------------------------------------- | ------------------------------ |
| 2001 | Bum                             |                   |                                                    |                                |
| 2001 | Komm zurück zu mir              | 76                |                                                    | Meine Welt                     |
| 2002 | Niemand sonst                   | 31                |                                                    | Meine Welt                     |
| 2003 | Gefühle                         | 26                |                                                    | Meine Welt                     |
| 2003 | Für dich                        | 1                 | - Germania: Platino - Austria: Oro - Svizzera: Oro | Meine Welt                     |
| 2004 | Du hast mein Herz gebrochen     | 1                 |                                                    | Farben meiner Welt             |
| 2004 | Du bleibst immer noch du        | 21                |                                                    | Farben meiner Welt             |
| 2004 | Sag mir – Was meinst du?        | 14                |                                                    | Farben meiner Welt             |
| 2005 | Glaub an mich                   | 3                 |                                                    | Unterwegs                      |
| 2005 | Eine Welt ohne dich             | 31                |                                                    | Unterwegs                      |
| 2006 | Erinner mich, dich zu vergessen | 6                 |                                                    | Aura                           |
| 2007 | Die Zeit ist reif               | 55                |                                                    | Aura                           |
| 2010 | Blau im Blau                    | 52                |                                                    | Blau im Blau                   |
| 2013 | Pendel                          | 59                |                                                    | Lieber so                      |
| 2015 | People Get Ready                |                   |                                                    |                                |
| 2016 | Irgendwas                       | 27                |                                                    | Guten Morgen Freiheit          |
| 2017 | Freisprengen                    |                   |                                                    | Guten Morgen Freiheit          |
| 2017 | Elefantensong                   |                   |                                                    | Liliane Susewind – Meine Songs |
| 2021 | Patience                        |                   |                                                    | Change                         |
| 2021 | Let You Go                      |                   |                                                    | Change                         |
| 2021 | Back in July                    |                   |                                                    | Change                         |

## Filmografia parziale

### Cinema
- U-900, regia di Sven Unterwaldt Jr. (2008)
- Maga Martina e il libro magico del draghetto (Hexe Lilli – Der Drache und das magische Buch), regia di Stefan Ruzowitzky (2009)
- Vulcano (Vulkan), regia di Uwe Janson (2009)
- 300 ore per innamorarsi (Keinohrhasen), regia di Til Schweiger (2009)
- Das Leben ist zu lang, regia di Dani Levy (2010)
- Sputnik, regia di Markus Dietrich (2013)
- Il regno dei bravi bambini (Strana khoroshikh detochek), regia di Olga Kaptur (2013)
- La bella e la bestia (La belle & la bête), regia di Christophe Gans (2014)
- Bocksprünge, regia di Eckhard Preuß (2014)
- Cecelia Ahern - I fiori del destino (Cecelia Ahern: Zwischen Himmel und Hier), regia di Michael Karen (2014)
- Cecelia Ahern - Il ponte delle speranze (Cecelia Ahern: Mein ganzes halbes Leben), regia di Michael Karen (2014)
- La famiglia von Trapp - Una vita in musica (Die Trapp Familie – Ein Leben für die Musik), regia di Ben Verbong (2015)

### Televisione
- Gute Zeiten, schlechte Zeiten – serie TV, 40 episodi (2002-2005)
- Tatort – serie TV, episodio 590 (2005)
- La nostra amica Robbie (Hallo Robbie!) –serie TV, episodio 4x07 (2005)
- Sophie – Braut wider Willen – serie TV, 56 episodi (2005-2006)
- Il sogno di mio padre (Wenn Liebe doch so einfach wär), regia di Katinka Feistl – film TV (2007)
- 70 anni all'improvviso (Plötzlich 70!), regia di Matthias Steurer – film TV (2012)
- Wolfsland – serie TV, 10 episodi (2016-2021)

## Televisione
- Unser Star für Oslo 2010 (2010)
- Sing meinen Song – Das Tauschkonzert (2015)
- The Voice of Germany (2015)
- The Voice Senior (Germania) (2018-2019)
- Il cantante mascherato (Germania) (2021)

## Riconoscimenti
- Bambi Award
  - 2003 - nella categoria Shooting-Star
- Echo
  - 2004 - nella categoria Female Artist National (Rock/Pop)
- Goldene Stimmgabel
  - 2003 -  nella categoria Best Female (Pop)

## Doppiatrici italiane
Nelle versioni in italiano dei suoi film, Yvonne Catterfeld è stata doppiata da:
- Letizia Scifoni in Cecelia Ahern - I fiori del destino
- Angela Brusa in Cecelia Ahern - Il ponte delle speranze, Vulcano, La famiglia von Trapp - Una vita in musica
- Rachele Paolelli in 70 anni all'improvviso
- Francesca Manicone in La bella e la bestia